# تود وليامز (لاعب كرة قدم أمريكية)
تود وليامز (بالإنجليزية: Todd Williams)‏ هو لاعب كرة قدم أمريكية أمريكي، ولد في 9 أبريل 1978 في برادنتون في الولايات المتحدة، وتوفي بنفس المكان في 6 يناير 2014.

## وصلات خارجية
- تود وليامز على موقع مرجع كرة القدم المحترفة.كوم (الإنجليزية)